# Neoconis brasiliensis
Neoconis brasiliensis är en insektsart som beskrevs av Meinander 1980. Neoconis brasiliensis ingår i släktet Neoconis och familjen vaxsländor. Inga underarter finns listade i Catalogue of Life.